# Mateus Carrilho
Mateus Alencar Carrilho de Castro (Goianésia, 21 de Setembro de 1988) é um cantor e compositor brasileiro. Ganhou destaque como vocalista do trio Banda Uó na qual dividia os vocais com Davi Sabbag e Candy Mel.

## Início da vida
Nascido e criado em Goianésia no interior do Goiás, Mateus era uma criança que desde cedo despontou o seu lado artístico. "Eu era uma criança meio doida. Uma das coisas que eu mais gostava de fazer era usar objetos da minha casa pra criar mini cenários e simular um programa de TV. Meu interesse por filmagem e câmeras apareceu muito cedo, eu pegava a câmera do meu tio e gravava o programa com a ajuda de primos e amigos. O programa se chamava TVZÃO, assim que acabávamos de filmar eu corria pra fazer a abertura dele no Power Point (risos)".

## Carreira

### 2010–17: Com Banda Uó
Formada em 2010 na cidade de Pirenópolis, a Banda Uó alcançou o sucesso com a música Shake de Amor, uma versão tecnobrega da faixa Whip My Hair da cantora americana Willow Smith e chamando atençao do DJ Diplo. Junto da banda lançou um EP, Me Emoldurei de Presente Pra Te Ter, e dois álbuns de estúdio, Motel e subsequentemente Veneno. A banda deu uma pausa em suas atividades em 25 de Outubro de 2017 para que cada integrante pudesse focar em atividades individuais. Em 5 de Dezembro de 2017, a banda lançou a sua ultimá faixa juntos. Intitulada "Tô na Rua" a faixa serviu como uma despedida para os fãs.
Em 7 de setembro de 2017 Pabllo Vittar lança o single "Corpo Sensual", que trazia a participação de Mateus.

### 2018–presente: Carreira solo
Mateus anunciou que faria carreira solo logo após o fim do grupo. O cantor começou a gravar o material de forma independente em janeiro de 2018, uma vez que a Deckdisc, gravadora do grupo, não assinou com nenhum dos integrantes como artistas solo, sendo apenas empresariado pela mesma equipe de Pabllo Vittar. Em 28 de Maio de 2018 lançou o seu primeiro single solo "Privê", produzido por Rodrigo Gorky e dois dias depois o videoclipe foi lançado para acompanhar a faixa dirigido por Mateus e o grupo Os Primos. No dia 29 de Maio de 2018 foi realizada a primeira apresentação televisionada da canção no programa da Multishow Prazer Pabllo Vittar.

## Discografia

### Álbuns de estúdio
- Paixão Nacional (2023)

| EP       | Ano  |
| -------- | ---- |
| Não Nega | 2018 |

### Singles
Como Artista Principal
| Ano  | Canção                                | Certificações       | Álbum                         |
| ---- | ------------------------------------- | ------------------- | ----------------------------- |
| 2018 | "Privê"                               | - : PMB: Ouro       | Não Nega                      |
| 2018 | "Não Nega"                            |                     | Não Nega                      |
| 2019 | "Sonzeira" (feat. MC Tha)             |                     | Não Nega                      |
| 2019 | "Toma" (feat. Tainá Costa)            | - : PMB: 2× Platina | Não adicionado à nenhum álbum |
| 2019 | "Amor Sem Lei"                        |                     | Não adicionado à nenhum álbum |
| 2019 | "Motor Acelerado"                     |                     | Dose Dupla                    |
| 2020 | "3 Por 1 Real" (com Carol Bambo)      |                     | Não adicionado à nenhum álbum |
| 2020 | "Inimigo do Fim"                      |                     | Dose Dupla                    |
| 2021 | "Pancada" (feat. MC Dricka)           |                     | Adicionado à nenhum álbum     |
| 2021 | "Noite de Caça" (feat. Gloria Groove) | - : PMB: Ouro       | Adicionado à nenhum álbum     |
| 2021 | "Faz Fumaça"                          |                     | Adicionado à nenhum álbum     |

Como artista convidado
| 2017                                                                           | "Corpo Sensual" (Pabllo Vittar part. Mateus Carrilho) | 67 | - : PMB: 2× Diamante | Vai Passar Mal            |
| 2019                                                                           | "Chega" (Duda Beat feat. Mateus Carrilho & Jaloo)     | —  |                      | Adicionado à nenhum álbum |
| 2021                                                                           | "Bonde da Curtição" (ENGOV, Pocah & Mateus Carrilho)  | —  |                      | Adicionado à nenhum álbum |
| 2021                                                                           | "Me Leve" (Potyguara Bardo feat. Mateus Carrilho)     | —  |                      | MANGO2                    |
| "—" denota títulos que não entraram nas paradas ou não foram lançados no país. |                                                       |    |                      |                           |

## Prêmios e indicações
| Ano  | Prêmio          | Categoria     | Indicação       | Resultado |
| ---- | --------------- | ------------- | --------------- | --------- |
| 2023 | Prêmio Biscoito | Álbum do Vale | Paixão Nacional | Indicado  |